# Alexandre Aja
Alexandre Aja (Parijs, 7 augustus 1978) is een Franse filmregisseur en scenarioschrijver. Hij won voor de horrorfilm Haute tension zowel de prijs voor beste regisseur als de Grand Prize of European Fantasy Film in Silver op het Filmfestival van Sitges 2003. Voor hetzelfde werk werd hij ook genomineerd voor de Grote Prijs van het Amsterdam Fantastic Film Festival 2004.
Aja heet eigenlijk Alexandre Jouan Arcady, maar maakte van de eerste letters van zijn echte namen een acroniem en gebruikt dat als artiestennaam. Kenmerkend voor zijn films is het expliciete vertoon van bruut geweld. Zo bevatten bijvoorbeeld Haute tension (2003) en Mirrors (2008) grove sterfscènes waarin de slachtoffers letterlijk uit elkaar worden getrokken.
Aja is getrouwd met de Marokkaanse filmmaakster Laïla Marrakchi. Zijn vader is de Frans-Algerijnse filmmaker Alexandre Arcady, die met hem samenwerkte aan Furia (als producent), Entre chiens et loups (als producent en mederegisseur) en Haute tension (als producent).

## Filmografie

### Regisseur
- Crawl (2019)[1]
- The 9th Life of Louis Drax (2016)
- Horns (2013)
- Piranha 3-D (2010)
- The Esseker File (2009, korte film, gelieerd aan Mirrors)
- Mirrors (2008)
- The Hills Have Eyes (2006)
- Haute tension (2003)
- Furia (1999)
- Over the Rainbow (1997, korte film)

### Scenarioschrijver
- Maniac (2012)
- Piranha 3-D (2010)
- The Esseker File (2009, korte film, gelieerd aan Mirrors)
- Mirrors (2008)
- P2 (2007)
- The Hills Have Eyes (2006)
- Haute tension (2003)
- Entre chiens et loups (2002, aka Break of Dawn)
- Furia (1999)
- Over the Rainbow (1997, korte film)

### Producent
- Crawl (2019)
- The Other Side of the Door (2016)
- Horns (2013)
- Rock the Casbah (2013)
- Maniac (2012)
- Piranha 3-D (2010)
- The Esseker File (2009, korte film, gelieerd aan Mirrors)
- P2 (2007)

- Biblioteca Nacional de España: XX1743011
- Bibliothèque nationale de France: cb140738096 (data)
- Digitale Bibliotheek voor de Nederlandse Letteren: aja_001
- Gemeinsame Normdatei: 139579958
- International Standard Name Identifier: 0000 0000 7841 4319
- Library of Congress Control Number: no2005119048
- Nationale Bibliotheek van Tsjechië: js20060609015
- Nederlandse Thesaurus van Auteursnamen: 298508931
- Istituto Centrale per il Catalogo Unico: LO1V329219
- Système universitaire de documentation: 152634703
- Virtual International Authority File: 101304817
- WorldCat: E39PBJh8HqFbr4DHpWrvHdPYT3